# Protogotico

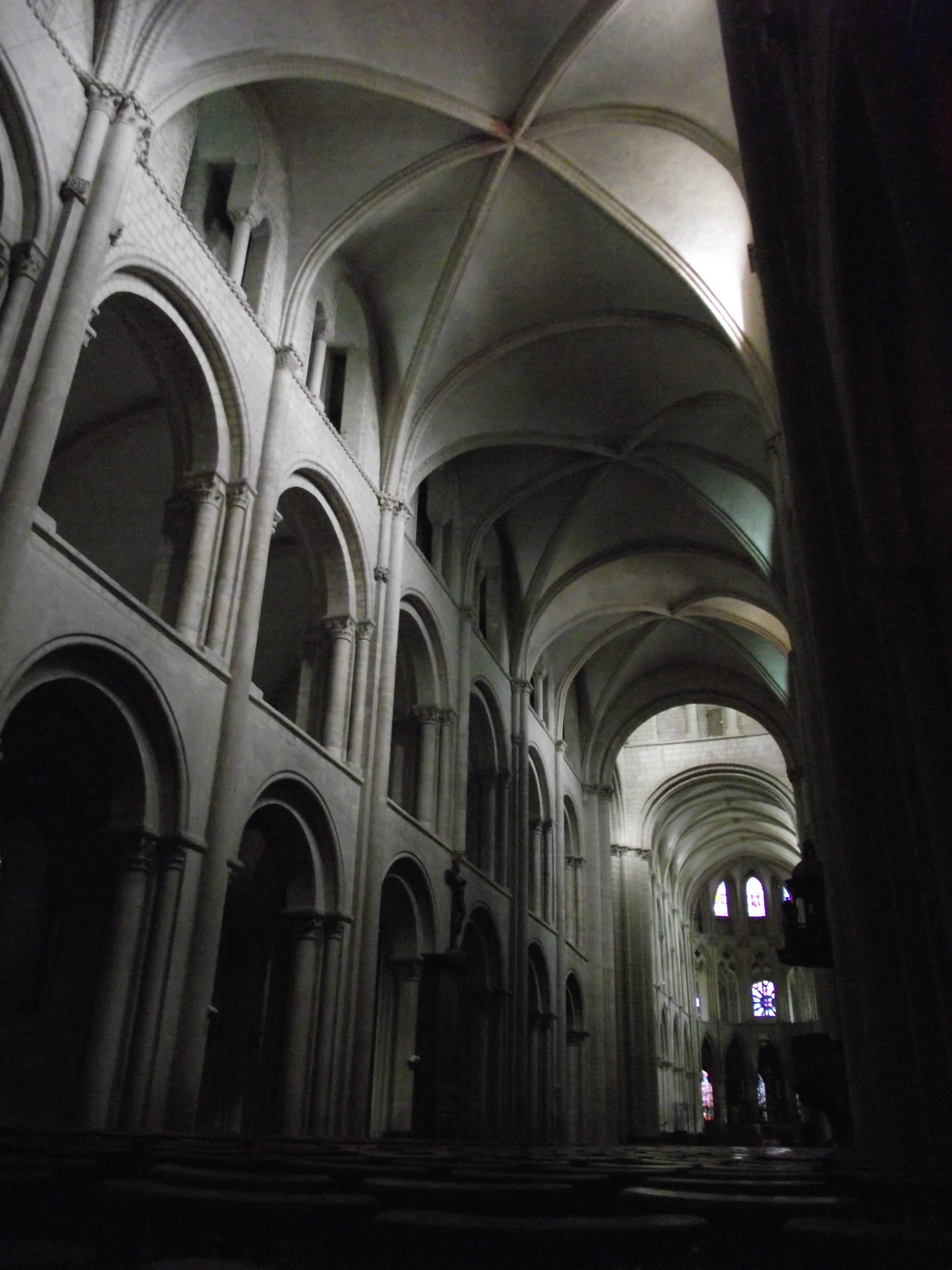
Volte ogivali su struttura romanica nella chiesa di Santo Stefano a Caen

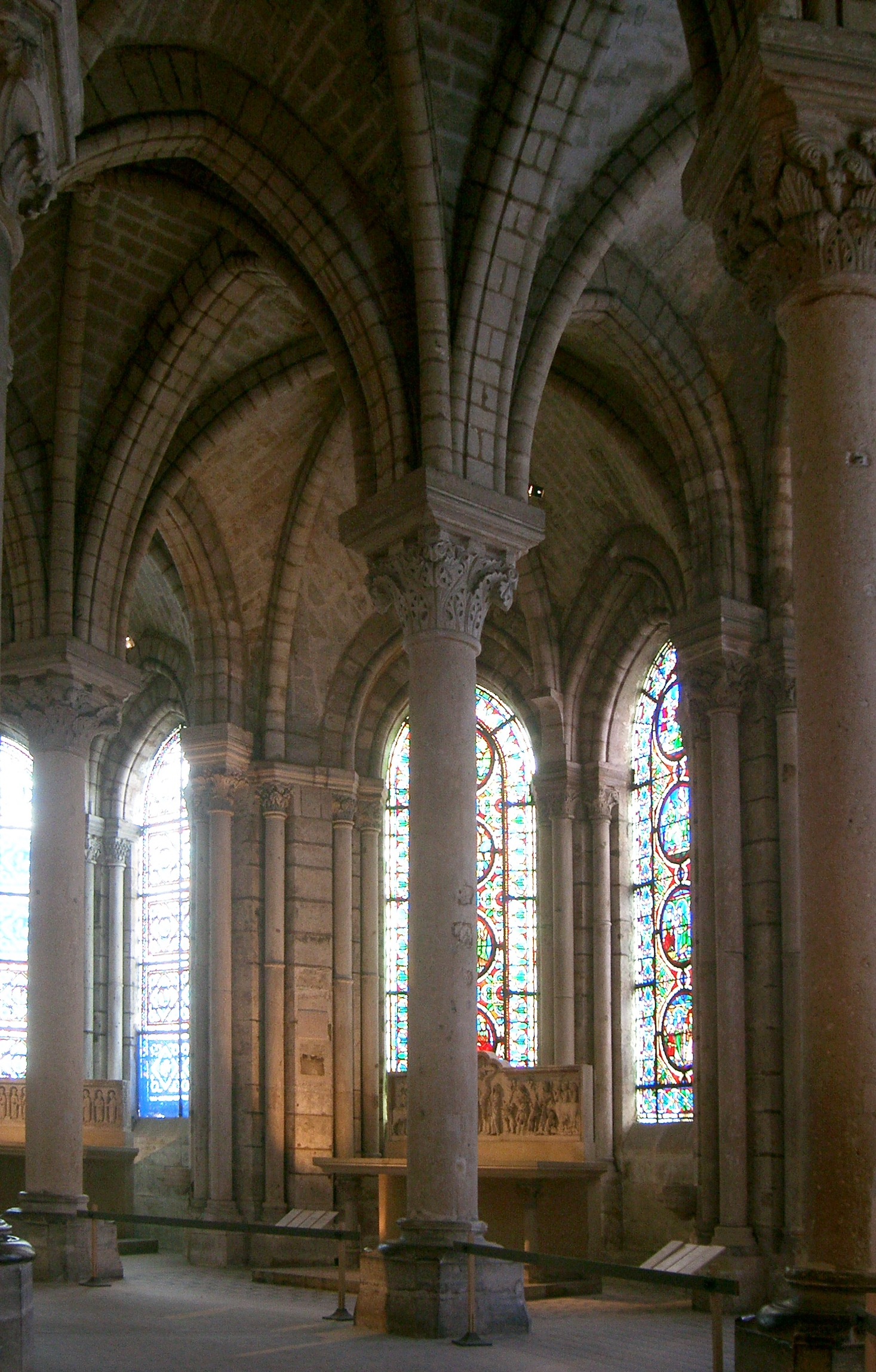
Deambulatorio nel coro della basilica di Saint Denis, Parigi

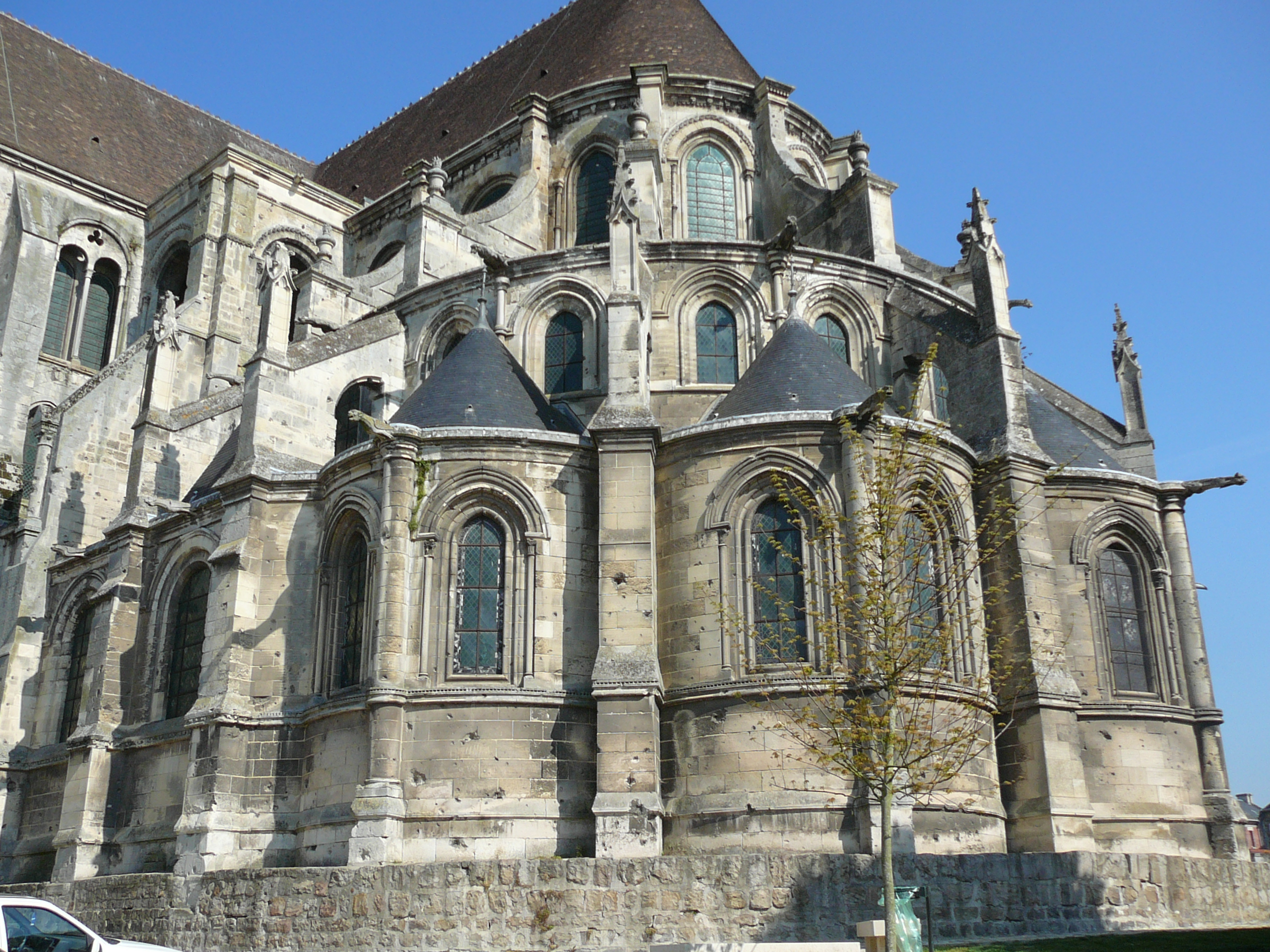
Esterno dell'abside della cattedrale di Noyon

Il protogotico è la fase iniziale dell'architettura gotica, inquadrabile tra la prima metà del XII secolo e gli inizi del XIII.

## Architettura

### Architettura di transizione nella Francia del XII secolo
Dal punto di vista architettonico, la transizione avvenne dalla semplicità, severità e basicità strutturale di quella genericamente classificata come architettura romanica, caratterizzante i secoli XI e XII, all'idea strutturalmente più complessa dell'architettura gotica. Nel protogotico si assiste all'introduzione, nelle mura di ancora elevato spessore degli edifici religiosi europei, dei primi ballatoi nella parte più alta delle navate, in cui si stagliano grandi finestre e vetrate per consentire il passaggio più ampio della Luce. Componente fondamentale è il graduale passaggio, sempre nel XII secolo, dal sistema di copertura a capriate semplici o volte a botte alle volte a crociera, trattate in modo sempre più complesso. All'interno dell'edificio, l'elemento di innovazione e di grandiosità rispetto al passato è caratterizzato dal coro, in cui tutte le caratteristiche architettoniche sono enfatizzate per raccontare il soprannaturale e la natura sacrificale del rito della messa.
Si può osservare come molti degli elementi caratteristici dell'architettura gotica non portino in sé particolari segni di cambiamento radicale rispetto al passato. Le prime manifestazioni dell'architettura gotica, interpretabili come eredità diretta dell’architettura romanica, ricorrono soprattutto all'utilizzo di elementi costruttivi in maniera nuova, piuttosto che a elementi costruttivi nuovi. Già nell'architettura normanna, a cavallo del 1100, si manifestano elementi che precorrono il gotico. Così, per esempio, nella chiesa di Santo Stefano a Caen, in Normandia, in un contesto ancora romanico le preesistenti volte a botte vengono sostituite nel 1115 da volte ogivali.
Un utilizzo cosciente e sistematico dell'arco a sesto acuto e del sistema costruttivo ad esso collegato si verifica per la prima volta nella prima metà del XII secolo nell'area di Parigi, in particolare con la ricostruzione del coro della basilica di Saint-Denis (1135-1145). In questa fabbrica vengono presentati gli elementi fondanti dellopus Francigenum, che rappresentano il cuore di quella che sarà indicata come arte gotica: l’arco acuto o a ogiva, la volta a ogiva costolanata, l’arco rampante, i pinnacoli e il sistema ingegneristico che lega questi elementi per snellire le murature, portando i carichi all'esterno, e consentendo un loro maggiore innalzamento. Su tutto emerge l’equilibrato studio della statica e della distribuzione dei pesi, sinonimo di evoluzione della tecnica di costruzione, che ha reso possibile che questi elementi potessero poggiare su altissime mura poco spesse e con ampie vetrate per innalzare e avvicinare simbolicamente l’uomo a Dio e far entrare la luce di Dio nelle abbazie del tempo.
Circa nello stesso periodo viene compiuta un'operazione simile con la realizzazione del nuovo coro del Priorato di San Martino a Parigi, che presenta forti analogie con il coro di Saint Denis. Appena dieci anni dopo, nel 1145, circa, hanno inizio i lavori di ricostruzione della cattedrale di Noyon in Piccardia, che era stata gravemente danneggiata da un incendio. Anche in questo caso la parte più antica è l'abside. Nel 1185 erano utilizzabili il coro, il transetto e l'ultima campata della navata principale, di nuovo calibrati sulle linee innovative di Saint Denis.
In questa fase, gli uomini responsabili dei nuovi edifici sono o gli abati che avevano promosso la costruzione e raccolto i fondi per pagarla, oppure i confratelli che avevano comunicato le volontà degli abati ai lavoratori del cantiere. È a queste figure che viene dato il titolo di architectus e attribuita la costruzione di una chiesa. Gli artigiani e costruttori invece, si muovevano in un mondo sociale diverso da quello dei monaci, spesso sfuggendo alla loro attenzione. I committenti, in genere, si limitavano ad indicare le linee generali all'interno delle quali i costruttori dovevano lavorare.

### L'architettura cistercense

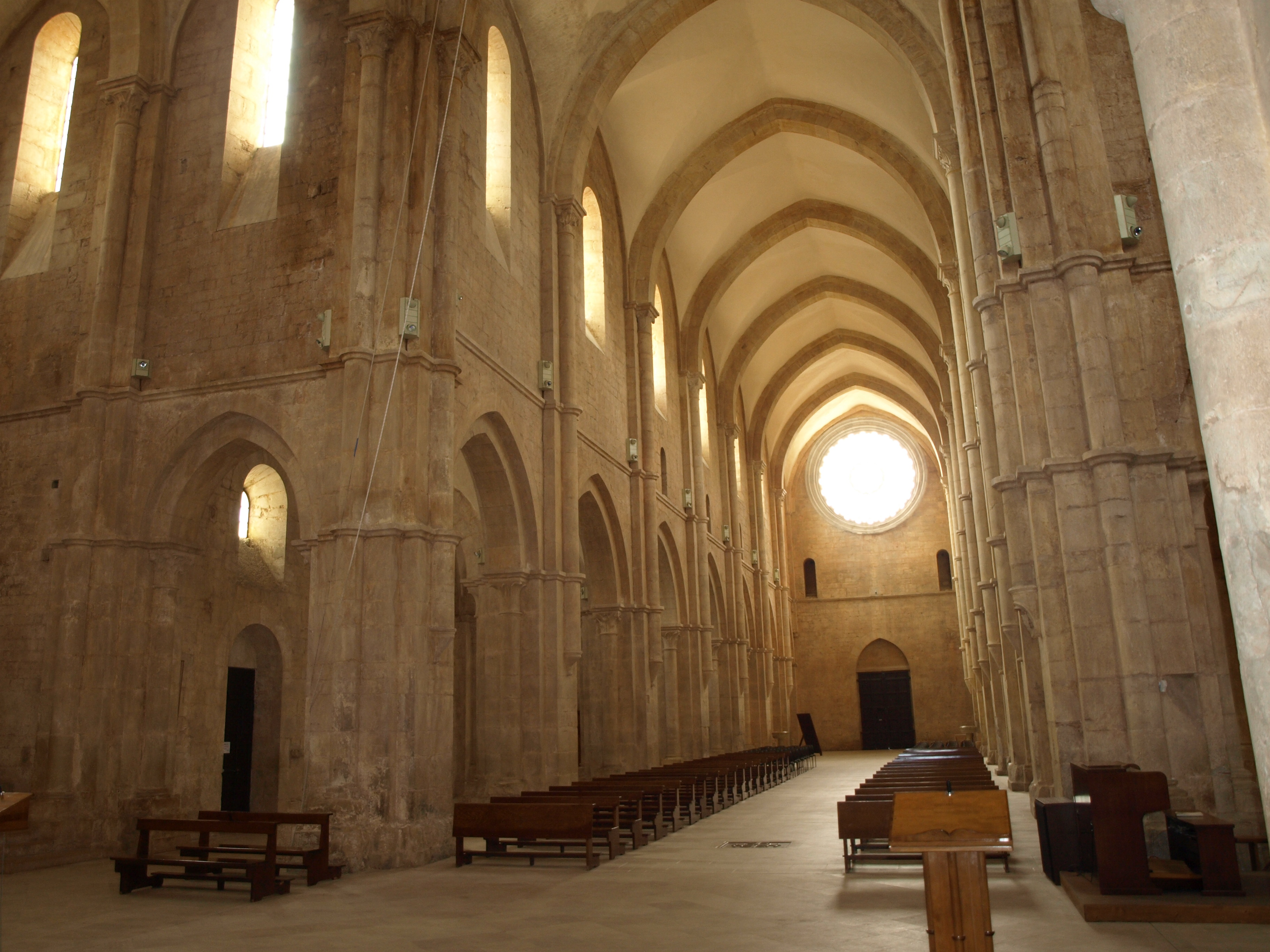
Interno dell'Abbazia di Fossanova

Quasi contemporaneamente agli esordi del protogotico, le abbazie cistercensi cominciarono subito a sperimentare le nuove tipologie architettoniche, abbinandole alle particolari esigenze di semplicità proprie dell'ordine. Già nella chiesa abbaziale di Fontenay (1127-1150), in un contesto ancora decisamente romanico, fanno la loro comparsa archi a sesto acuto. Il nuovo stile, detto gotico cistercense ma per molti aspetti ancora intermedio tra il romanico e il gotico, si diffonde rapidamente grazie alla struttura internazionale dell'ordine.

## Il protogotico come rinascenza spirituale e culturale
Tentando di individuare e datare il punto di partenza di questa nuova fase della storia dell’arte e dell’architettura, non è sbagliato considerare che il suo avvio fu stimolato da una precisa accezione spirituale e religiosa. Dalle analisi delle fonti dell'epoca, che dobbiamo principalmente ai cronisti monastici e agli abati (l’abate Suger in Francia, Leone Marsicano dell'Abbazia di Montecassino in Italia, Gervasio di Canterbury, monaco in Inghilterra, ecc.), si assiste a una temperie culturale diversa e rinnovata rispetto al passato. I centri del protogotico, tra cui Parigi, Laon, Chartres, Reims, diventano culla ed espressione della cosiddetta "Rinascenza del XII secolo", che abbraccia anche la letteratura e la filosofia.
Nelle opere di ricostruzione di ambienti ecclesiastici, l'architectus si concentra su alcuni elementi ben precisi, i cori come centri liturgici, le facciate con le loro decorazioni e le pareti con grandi aperture per la luce. Il tema della luce diventa a tutti gli effetti l’elemento caratterizzante questi nuovi costruttori, che in alcuni casi, come Suger di Saint Denis, sono anche cronisti e committenti. Si arriva ad un'interpretazione metafisica della luce come elemento portatore di trasparenza e chiarificazione strutturale per la manifestazione dei principi di fede. Le prime cattedrali ricostruite di questo periodo esaltano il principio delle semplificazioni, delle unità compatte e delle proiezioni longitudinali e verticali. Si soddisfano nuove esigenze di visibilità derivate dal rito romano dell'elevazione eucaristica, introdotto intorno alla fine del XII secolo, una sorta di comunione per visione attuata attraverso una diretta e coinvolgente partecipazione dei fedeli.